# Pectocera fleutiauxi
Pectocera fleutiauxi is een keversoort uit de familie kniptorren (Elateridae). De wetenschappelijke naam van de soort is voor het eerst geldig gepubliceerd in 1997 door Schimmel. De soort werd genoemd naar de Franse entomoloog Edmond Fleutiaux.